# エーリヒ・ナウマン

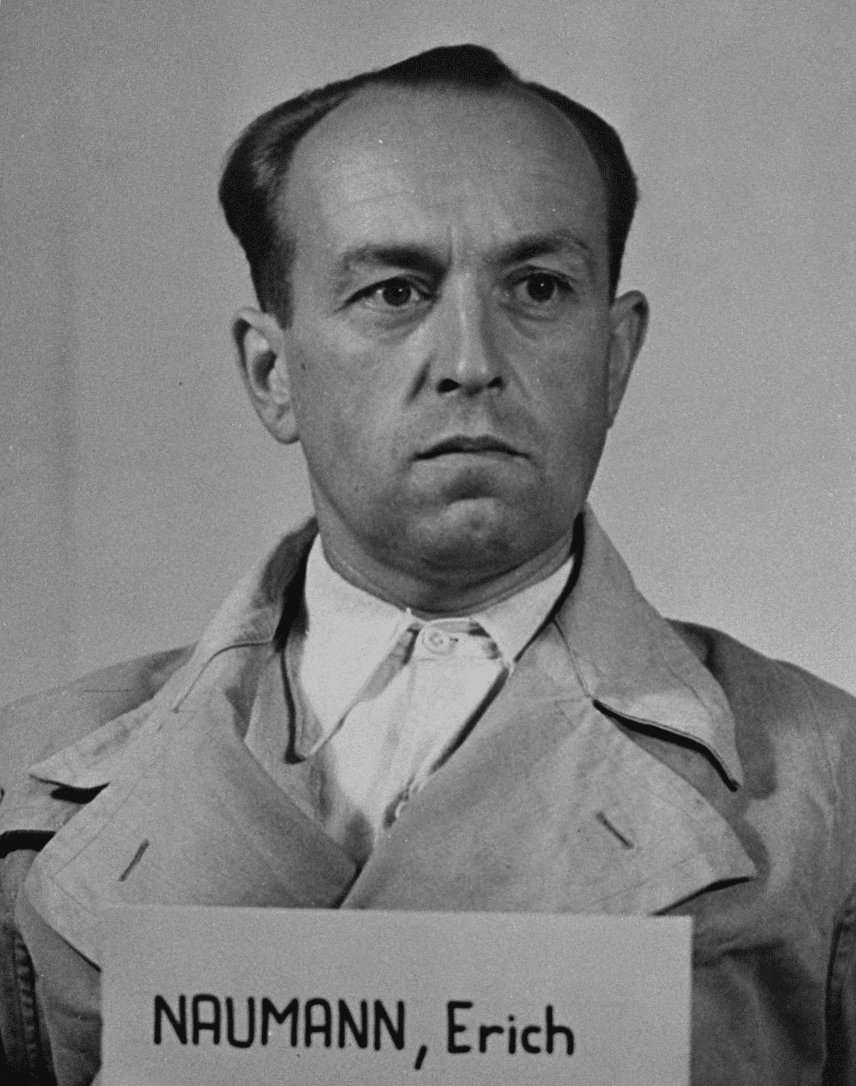
アインザッツグルッペン裁判の際のエーリヒ・ナウマン

エーリヒ・ナウマン（ドイツ語: Erich Naumann, 1905年4月29日 - 1951年6月7日）は、ナチス・ドイツ親衛隊（SS）の情報部SDの将校。戦時中にアインザッツグルッペンの指揮官をしていた人物。最終階級は親衛隊少将（SS-Brigadeführer）および警察少将（Generalmajor der Polizei）

## 経歴
1905年、ドイツ帝国ザクセン王国マイセンの生まれ。16歳で学業を終えてマイセンの街の商家に丁稚奉公するようになった。1929年にナチス党に入党（党員番号170,257）。はじめ突撃隊（SA）の隊員だったが、長いナイフの夜事件の後に親衛隊へ移籍。1935年からフルタイムの隊員となり、ラインハルト・ハイドリヒのSDに配属された。対外諜報部長ハインツ・ヨストの下で働いた。その後、ニュルンベルクの保安警察監督官（Inspekteur der Sicherheitspolizei　略称IdS）となる。
ポーランド侵攻後、アインザッツグルッペンVIの司令官となる。さらに独ソ戦開戦後の1941年11月にアルトゥール・ネーベに代わってアインザッツグルッペンB隊の司令官となり、1943年2月までの1年以上にわたり務めた。この間ユダヤ人をはじめ大勢の人間を銃殺し、特にスモレンスクでは17,000人もの人間の死に責任を持っている。1942年12月にナウマンは134,298人の処刑をベルリンに報告している。
1943年9月から1944年7月にかけてはオランダの保安警察及びSD司令官（Befehlshaber der Sicherheitspolizei und des SD、略称BdS）となった。ベルリンの戦いの際にはベルリンにいたが生き残っている。
戦後、ニュルンベルク継続裁判の一つアインザッツグルッペン裁判でほかのアインザッツグルッペン指揮官たちとともに起訴された。ナウマンはアインザッツグルッペンが銃殺のみならずガストラックによる処刑を行っていたことも認めた。死刑判決を受け、1951年6月7日、オズヴァルト・ポール、オットー・オーレンドルフ、パウル・ブローベル、ヴェルナー・ブラウネ（Werner Braune） ら他のアインザッツグルッペン指揮官とともにランツベルク刑務所にて絞首刑が執行された。最期の言葉は「私の処刑が正当化されたかどうかが示される時が来るでしょう。 主よ、あなたの手の中に、私の魂をお届けします。」であった。